# Louis Carey Camilleri
Louis Carey Camilleri (Alessandria d'Egitto, 13 gennaio 1955) è un dirigente d'azienda maltese, amministratore delegato di Ferrari S.p.A. dal 2018 al 2020 ed ex-presidente della Philip Morris International.

## Biografia
È nato ad Alessandria d'Egitto da famiglia maltese. Camilleri si è laureato in Economia e gestione aziendale presso l'HEC Lausanne, facoltà di economia e commercio affiliata con l'Università di Losanna.
Dopo aver lavorato come analista di mercato per il conglomerato chimico W. R. Grace and Company a Losanna, in Svizzera, nel 1978 Camilleri è entrato a far parte di Philip Morris Europe in qualità di analista di sviluppo commerciale. Ha ricoperto varie posizioni di crescente prestigio relativamente al business delle sigarette in Europa ed in Medio Oriente. Nel dicembre 1995, è stato nominato presidente ed amministratore delegato di Kraft Foods, che 7 anni prima era stata acquistata da Philip Morris. Nel novembre 1996, è stato nominato vicepresidente senior e direttore finanziario di Philip Morris. Presidente di Kraft dal settembre del 2002 al marzo del 2007.
Camilleri è diventato Chief Executive Officer di Philip Morris (oggi nota come Altria Group) nell'aprile 2002. Philip Morris USA è la più grande compagnia di tabacco negli Stati Uniti, la cui quota nel settore è pari alla metà dell'intero mercato statunitense; Philip Morris International è una società leader nel settore del tabacco, che controlla sette dei 20 principali marchi globali di sigarette. Camilleri ha assunto l'incarico di CEO in occasione dello scorporamento da Altria Group, all'inizio del 2007, e lo resta fino al 2013. Attualmente è  Presidente del Consiglio di Amministrazione di Philip Morris International.
Nel gennaio 2017 diviene membro del CDA di Ferrari N.V. e Senior Non-Executive Director. Nel luglio 2018, in occasione di una riunione urgente del consiglio d'amministrazione di Ferrari, viene designato nuovo amministratore delegato della società automobilistica italiana, succedendo a Sergio Marchionne.
Il 10 dicembre 2020 annuncia le sue dimissioni dal ruolo di amministratore delegato di Ferrari e di presidente di Philip Morris International in seguito a condizioni di salute non molto stabili.

## Vita privata
Camilleri parla inglese, francese, italiano, arabo e tedesco. Divorziato dal 2004, è padre di tre figli, e sposato in seconde nozze con Natalie Oliveros, ex pornostar con nome d'arte Savanna Samson.
Nel 2008 Camilleri ha guadagnato più di 32 milioni di sterline, che includono uno stipendio di 1.567.308 dollari, premi azionari del valore di 14.151.629 di dollari e un compenso legato a piani di incentivi non azionari pari a 9.450.000 dollari. Il suo compenso totale è aumentato del 33,2% rispetto all'anno precedente.